# Tsjoelym (Ob)
De Tsjoelym (Russisch: Чулым) is een rivier in de kraj Krasnojarsk en de oblast Tomsk van Rusland. Het is een zijrivier van de Ob. De rivier is 1799 kilometer lang en heeft een stroomgebied van ongeveer 134.000 km². De Tsjoelym stoomt in de Ob bij Oest-Tsjoelym. De steden Nazarovo, Atsjinsk en Asino liggen aan de rivier.